# Marianne Hoppe
Marianne Hoppe, nata Marianne Stefanie Paula Henni Gertrud Hoppe (Rostock, 26 aprile 1909 – Siegsdorf, 23 ottobre 2002), è stata un'attrice tedesca che iniziò la sua carriera cinematografica nel 1933, l'anno della salita al potere di Hitler. Attrice di formazione teatrale, è stata sposata dal 1936 al 1946 a Gustaf Gründgens.

## Biografia
Figlia di un proprietario terriero. Iniziò a studiare recitazione a 17 anni alla scuola del Deutsches Theater, prendendo lezioni private da Lucie Höflich. Fece il suo debutto teatrale l'anno seguente, nella compagnia di Max Reinhardt. Il successo le arrise allo "Schauspielhaus" berlinese per la sua interpretazione di Margherita nel Faust.
Durante gli anni trenta e quaranta ebbe modo di frequentare l'elite nazista e diventare una attrice cinematografica di successo. Nel 1937 venne insignita del titolo di "attrice di stato".
Anni dopo descrisse questo periodo come "una pagina nera in un libro d'oro".
Nel dopoguerra fu attiva soprattutto nel teatro dove ebbe un enorme successo interpretando Blanche DuBois nel dramma Un tram che si chiama Desiderio, e ispirando diversi nuovi autori.

## Filmografia

### Cinema
- Der Judas von Tirol, regia di Franz Osten (1933)
- Heideschulmeister Uwe Karsten, regia di Carl Heinz Wolff (1933)
- Der Schimmelreiter , regia di Hans Deppe e Curt Oertel (1934)
- Krach um Jolanthe
- Schwarzer Jäger Johanna, regia di Johannes Meyer (1935)
- Alles hört auf mein Kommando, regia di Georg Zoch (1935)
- Il poliziotto Schwenke (Oberwachtmeister Schwenke), regia di Carl Froelich (1935)
- Die Werft zum Grauen Hecht, regia di Frank Wisbar (come Frank Wysbar) (1935)
- Anschlag auf Schweda, regia di Karl Heinz Martin (1935)
- Wenn der Hahn kräht, regia di Carl Froelich (1936)
- Eine Frau ohne Bedeutung, regia di Hans Steinhoff (1936)
- Ingratitudine (Der Herrscher), regia di Veit Harlan (1937)
- Kapriolen, regia di Gustaf Gründgens (1937)
- Gabriele: eins, zwei, drei, regia di Rolf Hansen (1937)
- Il romanzo di una donna (Der Schritt vom Wege), regia di Gustaf Gründgens (1939)
- Congo express
- Arrivederci Francesca (Auf Wiedersehn, Franziska!), regia di Helmut Käutner (1941)
- Stimme des Herzens, regia di Johannes Meyer (1942)
- La collana di perle (Romanze in Moll), regia di Helmut Käutner (1943)
- Ich brauche dich, regia di Hans Schweikart (1944)
- Das Leben geht weiter, regia di Wolfgang Liebeneiner (1945)
- Das verlorene Gesicht, regia di Kurt Hoffmann (1948)
- Schicksal aus zweiter Hand, regia di Wolfgang Staudte (1949)
- Nur eine Nacht, regia di Fritz Kirchhoff (1950)
- Der Mann meines Lebens , regia di Erich Engel (1954)
- 13 kleine Esel und der Sonnenhof, regia di Hans Deppe (1958)
- Il fantasma maledetto  (Die seltsame Gräfin), regia di Josef von Báky (1961)
- Il tesoro del lago d'argento (Der Schatz im Silbersee), regia di Harald Reinl (1962)
- Alla conquista dell'Arkansas (Die Goldsucher von Arkansas), regia di Paul Martin (1964)
- Dieci piccoli indiani (Ten Little Indians), regia di George Pollock (1965)
- Falso movimento (Falsche Bewegung), regia di Wim Wenders (1975)
- Marianne und Sophie, regia di Rainer Soehnlein (1983)
- Francesca degli angeli (Francesca), regia di Vérénice Rudolph (come Verena Rudolph) (1987)
- Schloß Königswald, regia di Peter Schamoni (1988)

### Televisione
- Das Haus im Nebel, regia di Hermann Wenniger - film tv (1957)
- Fast ein Poet
- Der Walzer der Toreros
- Rose Bernd, regia di Gustav Burmester - film tv (1962)